# Dr. Alemán
Dr. Alemán ist ein Spielfilm des deutschen Regisseurs Tom Schreiber aus dem Jahr 2008. Das Filmdrama, produziert von der 2Pilots Filmproduction, erzählt die Geschichte eines deutschen Medizinstudenten (gespielt von August Diehl), der sein praktisches Jahr in der kolumbianischen Stadt Cali verbringt und immer mehr von der dort herrschenden Straßengewalt angezogen wird.

## Handlung
Der 26-jährige Medizinstudent Marc reist nach dem Ende seines Studiums nach Kolumbien, um dort ein praktisches Jahr als Arzt zu absolvieren. Er landet schließlich in der Stadt Santiago de Cali, wo er schon an seinem ersten Arbeitstag im OP zu spüren bekommt, dass die Gewalt durch rivalisierende Banden allgegenwärtig ist. Seine Gastfamilie versucht ihn zu beschützen, doch die Realität der kolumbianischen Stadt holt ihn immer wieder in Form von Drogen und Kriminalität ein. Bald darauf lernt er die Kioskbesitzerin Wanda kennen und taucht kopfüber ein in den Sog der Favela Siloé.
Im weiteren Verlauf freundet er sich mit einigen Jugendlichen – darunter der clevere Pavito – an, die ihn mit Kokain versorgen und – wie sich später herausstellt – auch vor Gewalt im Armenviertel schützen. Parallel dazu geht er mit den Ärzten in der Klinik von Cali – die in abgeschotteten Wohnkomplexen leben und die Siloé nie gesehen haben auf Konfrontationskurs und wirft ihnen Unwissen und Ignoranz vor. Nachdem ihn seine streng gläubige Gastfamilie – angeheizt durch die eifersüchtige Tochter – rausgeschmissen hat, zieht Marc endgültig in die Siloé.
Marc beginnt eine Affäre mit Wanda und solidarisiert sich zunehmend mit den Armen. Dies gipfelt darin, dass er einen Killer – welcher sich später als der Drogenboss El Juez herausstellt –, der sich Zugang zum Krankenhaus verschafft, entkommen lässt und auch vor der Polizei deckt.
Es wird deutlich, dass El Juez das Armenviertel mit brutaler Gewalt kontrolliert und deswegen auch von den Jugendlichen in der Siloé gefürchtet und verachtet wird. Pavito fordert Marc auf, er müsse sich entscheiden, auf welcher Seite er stehe. Marc erhält eine Nachricht von El Juez, der sich mit ihm treffen möchte. Bei diesem Treffen bietet er Marc an, für ihn zu arbeiten; gleichzeitig beginnt El Juez’ Frau Belinda, mit Marc zu flirten. El Juez verweist auf eine gemeinsame Utopie, die ihn und Marc verbinden würde: Marc würde die Menschen heilen und er selbst die Gesellschaft (wie er dies tut, wird nicht näher geklärt). Er bezeichnet die Jugendlichen der Siloé als Abschaum; einer von ihnen hätte sogar versucht, ihn umzubringen.
Dieser Jugendliche stellt sich als Pavito heraus, der erschossen im Krankenhaus liegt. Unter diesem Eindruck verweigert Marc später die Behandlung eines schwerverletzten Mitglieds von El Juez Gang. Sein Chefarzt wertet dies als Verstoß gegen den hippokratischen Eid und wirft ihn hinaus. Marc identifiziert nun auch El Juez als den Killer aus dem Krankenhaus bei der Polizei.
Inzwischen ist Wanda durch Marc auf die Abschussliste von El Juez geraten, der von Marcs Aktion Wind bekommen hat. Sie verlässt die Siloé. Die Jugendlichen haben ihrerseits von Marcs Treffen mit El Juez erfahren, vermuten in ihm einen Verräter und schlagen ihn zusammen. Der demoralisierte Marc besorgt sich daraufhin von einem Arztkollegen eine Schusswaffe und bestellt El Juez in ein Stundenhotel. Stattdessen erscheint dort aber dessen Frau Belinda, die mit Marc Sex haben möchte. Dieser ist zunächst auch nicht abgeneigt, sie küssen sich. Doch dann besinnt er sich eines besseren, er befiehlt Belinda El Juez herzuordern, was diese auch tut.
Nach einigem Warten stürmt El Juez mit Wanda als Geisel herein, erschießt diese sofort und bedroht den völlig überrumpelten Marc. El Juez lässt ihn allerdings am Leben und zieht mit Belinda ab. Marc betrachtet die tote Wanda und zieht seine Waffe. Er rennt den beiden hinterher und richtet die Waffe auf sie.
Das Stundenhotel ist in Außenansicht zu sehen, während im Inneren mehrere Schüsse fallen. In der nächsten Einstellung sitzt der blutverschmierte Marc auf dem Polizeipräsidium und erhält seinen deutschen Pass zurück. Offenbar ist er frei zu gehen.

## Kritiken
Der Spielfilm feierte seine Uraufführung am 8. Juli 2008 auf dem Filmfestival Karlovy Vary und startete am 14. August 2008 in den deutschen Kinos. Die Fachpresse äußerte sich gemischt über Tom Schreibers Film.
Alexandra Wach (film-dienst) bemerkte, dass die Figur des Marc „eine Traumrolle für August Diehl“ sei, die den Schauspieler sichtlich mitgenommen habe. Man könne aber nicht die Motivation verstehen, warum Marc sich „einem perspektivlosen und bildungsfernen Milieu, dem er nicht angehört“, anschließt. Regisseur Tom Schreiber erzähle die „fatalistische Geschichte einer Entgleisung mit viel Sinn für Details, mit Gespür für die Kontraste zwischen der ersten und der ‚Dritten Welt‘ und mit dem unbändigen Wunsch, dass die Bilder nicht lügen mögen.“ Dieser Umstand fiel ebenso Moritz Gathmann (Der Tagesspiegel) auf: „Je weiter sich Marc verstrickt, je weiter er ‚in die Fremde geht’, desto unglaubwürdiger wird er, desto mehr scheint er als Sklave eines Drehbuchautoren, der ihn ins Verderben jagen will.“ Die Episode mit dem Drogenbaron könne man nicht mehr ernst nehmen und nehme dem Film letztlich die Glaubwürdigkeit. August Diehl würde „das naive Wohlstandskind mit Missionswillen“ zu „penetrant“ mimen. Martina Knoben (Süddeutsche Zeitung) urteilte, „der Gangster- und Bandenkriegs-Anteil des Films kommt über Klischees“ nicht hinaus, „während die Auslotung einer sehr deutschen Gemütslage, einer nicht ungefährlichen Mischung aus naivem Idealismus, Selbstmitleid und Abenteuerlust, überraschend wahrhaftig“ gelinge. Es sei nicht klar erkennbar, ob der Film sich die Perspektive seines Hauptdarstellers „zu eigen macht, wenn er Armut und Gewalt in pittoresk-drastischen Bildern zeigt“, oder ob er diese Bilder vor allem ausbeute. Die „Großspurigkeit des Film, der aufdringliche Soundtrack und seine Humorlosigkeit“ würden zum Thema passen, ständen „der Selbsterkenntnis jedoch eher im Weg“.
Weitaus positiver äußerte sich Christian Buß (Spiegel Online). Dr. Aléman sei ein „grandios ehrlicher Film über eine scheiternde Annäherung“. Der Antrieb des „Radikaltouristen“ (August Diehl) werde zwar nur angedeutet, dennoch skizziere der Film das Scheitern seines Helden, ohne dessen „verqueren Idealismus“ zu denunzieren. Bert Rebhandl (Berliner Zeitung) bemerkte, dass der Film fast wie ein „neorealistischer Straßenfilm“ wirke, „mit Laiendarstellern und perfekt gecasteten Figuren“. Regisseur Tom Schreiber folge „Dramaturgie klassischer Großstadtfilme“; geschickt würden „wichtige Probleme der Exotik auf den Punkt gebracht: In der Fremde gilt scheinbar keine Moral, unwillkürlich wird der Deutsche, der ja in Wahrheit der Fremde ist, zu einem Monster.“ Wilfried Hippen (die tageszeitung) verglich die Figur des Marc mit den Antihelden aus den Romanen von Graham Greene. August Diehl wirke wie immer „ein wenig distanziert und überheblich“, was aber seiner Rolle sehr zugutekommen würde. „Sein (Diehls’) Dr. Aleman ist auch immer ein verzogener Junge, und dadurch bekommt man als Zuschauer ein irritierend, ambivalentes Verhältnis zu ihm, das dem Film eine eigene Unruhe gibt, die ihn vielleicht interessanter wirken lässt, als er es eigentlich ist.“, so Hippen. Regisseur Schreiber fehle jedoch „der genaue Blick für die Details“, den einheimische Filmemacher gehabt hätten. Hippen kritisierte auch die deutsche Synchronisation des Films, die „vieles kaputt“ mache.
Daniel Kothenschulte (Frankfurter Rundschau) lobte den Film, der das deutsche Kino weg vom Heimatfilm „in eine neue Richtung“ weise. „Weg von den bürgerlichen Generationendramen in der ostdeutschen Provinz, hin zu einer echten Internationalität.“ Die Kameraarbeit sei erstklassig, während August Diehl vom Regisseur höchst geschickt besetzt werde. „Der immer gute August Diehl ist dann am besten, wenn ihn eine Rolle aus dem Ensemble heraushebt. Seit seinen Anfängen in Hans-Christian Schmids 23 entwickelte er ein Charisma, das ihn von der Normalität ein gutes Stück entfernt. Das ist Chance und Bürde zugleich.“, so Kothenschulte.

## Auszeichnungen
Das Drehbuch von Oliver Keidel hat den Deutschen Drehbuchpreis 2006 gewonnen. Der Film war außerdem Wettbewerbsbeitrag des A-Filmfestivals in Karlovy Vary im Juli 2008.
Marleyda Soto gewann den Preis für die beste weibliche Hauptdarstellerin auf dem Filmfestival von Viña del Mar in Chile.
2008 kam der Film gemeinsam mit Doris Dörries Kirschblüten – Hanami, Dennis Gansels Die Welle und Andreas Dresens Wolke Neun in die engere Auswahl als deutscher Bewerber für den Auslands-Oscar nominiert zu werden, hatte aber gegenüber Uli Edels Der Baader Meinhof Komplex das Nachsehen.
2009 wurde der Filmeditor Andreas Wodraschke mit dem Preis der deutschen Filmkritik ausgezeichnet.

## Hintergrund
Der Film basiert auf der Geschichte eines Freundes von Regisseur Tom Schreiber, der selbst als Mediziner nach Kolumbien ging und mit dem Schreiber Briefkontakt hielt.
Das Schauspielerensemble bestand aus Profi- und Laiendarstellern, um eine größtmögliche Authentizität herzustellen. Zu diesem Zweck wurden mehrwöchige Schauspielworkshops mit Jugendlichen aus dem Problemviertel Siloé veranstaltet.
Die Fernseh-Erstaufführung von Dr. Alemán war am 19. Juli 2010 um 22.45 Uhr in der ARD (Das Erste).